# Horní Dolce
Horní Dolce (německy Ober Dolzen) je malá vesnice, část obce Zaloňov v okrese Náchod. Nachází se asi 1,5 km na jihovýchod od Zaloňova. V roce 2009 zde bylo evidováno 11 adres. V roce 2001 zde trvale žilo 42 obyvatel.
Horní Dolce je také název katastrálního území o rozloze 2,74 km2. V katastrálním území Horní Dolce leží i Vestec.

## Historie
První písemná zmínka o obci pochází z roku 1790.

## Pamětihodnosti
- Pomník obětem II. světové války. viz https://www.vets.cz/vpm/8469-pomnik-obetem-2-svetove-valky/